# 双因素理论
双因素理论（英語：Two-factor theory），也称作激励保健理论（英語：Motivation-Hygiene Theory），是由美国心理学家弗里德里克·赫茨伯格（Frederick Herzberg）于1950年代末所提出。

## 理论来源
1950年代末，赫茨伯格在匹兹堡进行研究发现：属于工作本身或工作内容方面的因素（例如：挑战性的工作、认可、责任）使职工感到覺得满意；属于工作环境或工作关系方面的因素（例如，地位、工作安全感、薪水、福利）使职工感到覺得不满意。前者被赫茨伯格称作激励因素（Motivational Factors），后者被称作保健因素（Hygiene factors）。

## 理论特点
该理论认为：
- 激励因子：生涯發展、工作特性、責任、成就、赏识。
- 保健因子：工资、改善人际关系、工作条件、地位、福利。

该理论认为：满意的对立面不是不满意，而是没有满意；不满意的对立面不是满意，而是没有不满意。
和马斯洛的层次需求理论不同，赫茨伯格认为低层次需求的满足，并不会产生激励效果，相反，其只会导致不满意感的消失。

## 批评评论
- 没有把“组织目标的达到”與及“个人需要的满足”联系起来。
- 工作满足和高度激励的关系不确定。